# Donald Griffin
Donald Redfield Griffin (Southampton, Nueva York, 3 de agosto de 1915-Lexington, Massachusetts, 7 de noviembre de 2003) fue un profesor estadounidense de zoología en varias universidades que realizó investigaciones de gran relevancia en comportamiento animal, orientación acústica, navegación animal y biofísica sensorial. En 1938, mientras cursaba sus estudios en la Universidad Harvard, comenzó a estudiar el sistema de navegación de los murciélagos, que identificó como ecolocalización en 1944. En su obra The Question of Animal Awareness (1976), argumentó que, al igual que los humanos, los animales son conscientes.

## Biografía
Nació el 3 de agosto de 1915 Southampton, una villa del condado de Suffolk en el estado de Nueva York, aunque paso sus primeros años en una granja en una zona rural cerca de Scarsdale. Cursó estudios en la Universidad Harvard, donde obtuvo títulos de licenciatura, maestría y, en 1942, doctorado. Ejerció como profesor en la Universidad Cornell entre 1946 y 1953, fue profesor en su alma mater entre 1953 y 1965 y posteriormente trabajó en la Universidad Rockefeller entre 1965 y 1986.
Mientras estudiaba en Harvard a finales de la década de 1930, Griffin trabajó con el neurobiólogo Robert Galambos en el estudio de la ecolocalización animal. Griffin realizó pruebas preliminares durante el verano de 1939 cuando trabajó como investigador en la Edmund Niles Huyck Preserve and Biological Research Station de Rensselaerville (Nueva York). Montó una pequeña instalación de estudio del vuelo de los murciélagos en una sala de 9 por 7 pies en un granero y luego evaluó la capacidad de estos animales para evitar obstáculos haciéndolos volar a través de una barrera de alambres metálicos suspendidos del techo.
El resto del estudio se realizó en los Laboratorios de Física de Harvard. Utilizando la tecnología de captura de sonido desarrollada por el físico G. W. Pierce, Galambos y Pierce pudieron determinar que los murciélagos generan y oyen sonidos una octava más altos que los que pueden ser escuchados por los humanos y otros animales. Para los experimentos que llevaron a cabo utilizaron métodos desarrollados por el fisiólogo y otorrino Hallowell Davis para monitorizar los cerebros de los murciélagos y sus respuestas auditivas mientras navegaban entre los cables suspendidos del techo de un laboratorio. Demostraron que los murciélagos utilizaban la ecolocalización para evitar con precisión los obstáculos, lo que no podían hacer si se les tapaba la boca o los oídos. Griffin utilizó por primera vez el término «ecolocalización» en 1944 en un artículo publicado en Science, Echolocation by blind men, bats, and radar, para describir este fenómeno, un hecho que muchos fisiólogos de la época no creían que fuera posible. Durante la Segunda Guerra Mundial trabajó para el National Defense Research Committee, donde participó como asesor en la creación de un arma experimental conocida como «bomba murciélago», hasta consideró que no había forma de que los murciélagos pudieran llevar una carga adecuada.
En una época en la que el estudio sobre la consciencia animal no se consideraba un tema para una investigación seria, Griffin se convirtió en un pionero en el campo de la etología cognitiva, iniciando en 1978 una investigación que estudiaba cómo piensan los animales. Sus observaciones de las sofisticadas habilidades de los animales para recolectar alimentos e interactuar con su entorno y entre sí lo llevaron a la conclusión de que los animales eran seres conscientes, pensantes, no meros autómatas que recibían estímulos. En su obituario, The New York Times atribuía a Griffin el mérito de ser «la única razón por la que se tuvo en consideración el pensamiento animal». Aunque sus detractores argumentan que la etología cognitiva es antropomórfica y subjetiva, los científicos que trabajan en este campo estudian la posibilidad de que los animales pueden formar conceptos y estados mentales basados en sus interacciones con su entorno o anticipar las respuestas de otros animales.
Fue miembro de la American Philosophical Society, la American Society of Zoologists y la Ecological Society of America. En 1952 fue elegido miembro de la Academia Estadounidense de las Artes y las Ciencias. En 1958 recibió la Medalla Daniel Giraud Elliot de la Academia Nacional de Ciencias de Estados Unidos, y en 1960 fue elegido miembro de esta Academia. Fue Director del Instituto para la Investigación del Comportamiento Animal en la década de 1960, institución que se formó como una colaboración entre la Universidad Rockefeller y la Sociedad Zoológica de Nueva York (en la actualidad Wildlife Conservation Society).
Desde su salida en 1986 de la Universidad Rockefeller, Griffin residía en Lexington, Massachusetts. Falleció en su casa el 7 de noviembre de 2003, a los 88 años de edad. Le sobrevivieron dos hijas, Janet Abbott y Margaret Griffin, y un hijo, John, de su primer matrimonio con la ya fallecida Ruth Castle. Su segunda esposa fue Jocelyn Crane, experta en biología, que había fallecido en 1998.

## Publicaciones
Además de numerosos artículos en revistas científicas, publicó, entre otros:
- Listening in the Dark (1958) New Haven: Yale University Press
- Echoes of Bats and Men (1959) Anchor Books (Doubleday)
- Animal Structure and Function (1962) Holt, Rinehart and Winston
- Bird Migration (1964) Garden City, Nueva York: Doubleday
- Animal Structure and Function (1970, 2.ª ed. coescrito con Alvin Novick) Holt, Rinehart and Winston
- The Question of Animal Awareness (1976) Nueva York: Rockefeller University Press
- Animal Thinking (1984) Cambridge, Massachussetts: Harvard University Press
- Animal Minds (1992) Chicago: University of Chicago Press